# 剑唇兜蕊兰
剑唇兜蕊兰（学名：Androcorys pugioniformis）为兰科兜蕊兰属下的一个种。

## 扩展阅读
- 維基物種上的相關：剑唇兜蕊兰